# Greatest Hits Tour (Bon Jovi)
Greatest Hits Tour fue una gira de conciertos por parte de la banda de rock estadounidense Bon Jovi en 2011, para promocionar su recopilatorio Greatest Hits. Visitaron distintos países en Norteamérica y Europa.

## Lista de temas
1. "The Radio Saved My Life Tonight"
2. "We Weren't Born to Follow"
3. "Lost Highway"
4. "Whole Lot of Leavin'"
5. "Thorn in My Side"
6. "Wild in the Streets"
7. "I Got the Girl"
8. "The More Things Change"
9. "Summertime"
10. "Blaze of Glory"
11. "In These Arms"
12. "Superman Tonight"
13. "Living in Sin"
14. "Who Says You Can't Go Home"
15. "You Give Love a Bad Name"
16. "It's My Life"
17. "Wanted Dead or Alive"
18. "Bad Medicine" (contains elements of "Oh, Pretty Woman")
19. "Livin' on a Prayer"

Encore
1. "Hey God"
2. "Raise Your Hands"

## Lista de conciertos
| Fecha                 | Ciudad           | País           | Lugar                             | Acto de apertura                              | Audiencia | Recaudación          |
| --------------------- | ---------------- | -------------- | --------------------------------- | --------------------------------------------- | --- | -------------------- |
| Norteamérica          |                  |                |                                   |                                               | |                      |
| 9 de febrero de 2011  | University Park  | Estados Unidos | Bryce Jordan Center               | Lorenza Ponce                                 | 14,758 / 14,758 | $1,157,850           |
| 11 de febrero de 2011 | Pittsburgh       | Estados Unidos | Consol Energy Center              | Norman Nardini Jimbo and the Soupbones        | 34,144 / 34,144 | $2,923,374           |
| 12 de febrero de 2011 | Pittsburgh       | Estados Unidos | Consol Energy Center              | Norman Nardini Jimbo and the Soupbones        | 34,144 / 34,144 | $2,923,374           |
| 14 de febrero de 2011 | Toronto          | Canadá         | Air Canada Centre                 | Dean Lickyer Frankie Whyte and the Dead Idols | 36,681 / 36,681 | $3,806,514           |
| 15 de febrero de 2011 | Toronto          | Canadá         | Air Canada Centre                 | Dean Lickyer Frankie Whyte and the Dead Idols | 36,681 / 36,681 | $3,806,514           |
| 18 de febrero de 2011 | Montreal         | Canadá         | Bell Centre                       | rowspan="2"                                   | 39,435 / 39,435 | $3,726,141           |
| 19 de febrero de 2011 | Montreal         | Canadá         | Bell Centre                       |                                               | 39,435 / 39,435 | $3,726,141           |
| 21 de febrero de 2011 | Raleigh          | Estados Unidos | RBC Center                        | Billy Falcon                                  | 17,843 / 17,843 | $1,655,016           |
| 24 de febrero de 2011 | Nueva York       | Estados Unidos | Madison Square Garden             | rowspan="4"                                   | 53,219 / 53,219 | $7,003,552           |
| 25 de febrero de 2011 | Nueva York       | Estados Unidos | Madison Square Garden             |                                               | 53,219 / 53,219 | $7,003,552           |
| 27 de febrero de 2011 | Washington D. C. | Estados Unidos | Verizon Center                    | 17,908 / 17,908                               | $1,808,028 |                      |
| 1 de marzo de 2011    | Boston           | Estados Unidos | TD Garden                         | 15,928 / 15,928                               | $1,675,208 |                      |
| 2 de marzo de 2011    | Philadelphia     | Estados Unidos | Wells Fargo Center                | Soraia                                        | 18,794 / 18,794 | $1,841,830           |
| 4 de marzo de 2011    | Uncasville       | Estados Unidos | Mohegan Sun Arena                 | Lorenza Ponce                                 | 8,952 / 8,952 | $1,537,472           |
| 5 de marzo de 2011    | Nueva York       | Estados Unidos | Madison Square Garden             |                                               | name="New York City"\|The score data is representative of the three shows in New York City, New York at the Madison Square Garden on February 24, February 25, and March 5 respectively. | name="New York City" |
| 8 de marzo de 2011    | Chicago          | Estados Unidos | United Center                     | The West Side                                 | 33,884 / 33,884 | $3,241,671           |
| 9 de marzo de 2011    | Chicago          | Estados Unidos | United Center                     | The West Side                                 | 33,884 / 33,884 | $3,241,671           |
| 17 de marzo de 2011   | San Antonio      | Estados Unidos | AT&T Center                       | Ryan Star                                     | 17,112 / 17,112 | $1,571,364           |
| 19 de marzo de 2011   | Paradise         | Estados Unidos | MGM Grand Garden Arena            | Ryan Star                                     | 15,136 / 15,136 | $2,761,834           |
| 22 de marzo de 2011   | Salt Lake City   | Estados Unidos | EnergySolutions Arena             | Ryan Star                                     | 17,146 / 17,146 | $1,338,116           |
| 25 de marzo de 2011   | Vancouver        | Canadá         | Rogers Arena                      | Ryan Star                                     | 34,672 / 34,672 | $3,241,752           |
| 26 de marzo de 2011   | Vancouver        | Canadá         | Rogers Arena                      | Ryan Star                                     | 34,672 / 34,672 | $3,241,752           |
| 30 de abril de 2011   | Nueva Orleans    | Estados Unidos | Fair Grounds Race Course          | rowspan="3"                                   | n/a | n/a                  |
| 3 de mayo de 2011     | Ottawa           | Canadá         | Scotiabank Place                  | 17,472 / 17,472                               | $1,361,048 |                      |
| 4 de mayo de 2011     | Montreal         | Canadá         | Bell Centre                       | 19,617 / 19,617                               | $1,752,071 |                      |
| 6 de mayo de 2011     | Uniondale        | Estados Unidos | Nassau Veterans Memorial Coliseum | Lorenza Ponce                                 | 15,968 / 15,968 | $1,621,898           |
| 7 de mayo de 2011     | Uncasville       | Estados Unidos | Mohegan Sun Arena                 | Lakshmi                                       | 8,997 / 8,997 | $1,139,499           |
| 10 de mayo de 2011    | Columbus         | Estados Unidos | Nationwide Arena                  | rowspan="5"                                   | 17,668 / 17,668 | $1,566,850           |
| 12 de mayo de 2011    | Des Moines       | Estados Unidos | Wells Fargo Arena                 | 14,649 / 14,649                               | $1,234,198 |                      |
| 14 de mayo de 2011    | Atlanta          | Estados Unidos | Philips Arena                     | 16,658 / 16,658                               | $1,649,543 |                      |
| 15 de mayo de 2011    | Orlando          | Estados Unidos | Amway Center                      | 16,748 / 16,748                               | $1,622,547 |                      |
| 17 de mayo de 2011    | Houston          | Estados Unidos | Toyota Center                     | 15,787 / 15,787                               | $1,351,764 |                      |
| 19 de mayo de 2011    | Memphis          | Estados Unidos | FedExForum                        | Billy Falcon                                  | 15,912 / 15,912 | $1,353,835           |
| 21 de mayo de 2011    | Milwaukee        | Estados Unidos | Bradley Center                    | rowspan="2"                                   | 17,281 / 17,281 | $1,390,393           |
| 22 de mayo de 2011    | St. Louis        | Estados Unidos | Scottrade Center                  | 20,648 / 20,648                               | $1,575,841 |                      |
| Bon Jovi Open Air     |                  |                |                                   |                                               | |                      |
| Europa                |                  |                |                                   |                                               | |                      |
| 8 de junio de 2011    | Zagreb           | Croacia        | Stadion Maksimir                  | The Breakers Opca Opasnost                    | 33,698 / 33,698 | $2,245,935           |
| 10 de junio de 2011   | Dresde           | Alemania       | Ostragehege                       | The Breakers Unbuttoned Heart                 | 24,049 / 24,049 | $2,123,287           |
| 12 de junio de 2011   | Múnich           | Alemania       | Olímpico de Múnich                | The Breakers                                  | 68,025 / 68,025 | $5,450,997           |
| 15 de junio de 2011   | Oslo             | Noruega        | Ullevaal Stadion                  | Billy Falcon                                  | 31,521 / 31,521 | $3,971,782           |
| 17 de junio de 2011   | Helsinki         | Finlandia      | Helsinki Olympic Stadium          | The Breakers Block Buster                     | 45,219 / 45,219 | $4,863,623           |
| 19 de junio de 2011   | Horsens          | Dinamarca      | CASA Arena Horsens                | The Breakers Moreish                          | 30,803 / 30,803 | $3,044,795           |
| 22 de junio de 2011   | Edinburgh        | Scotland       | Murrayfield Stadium               | Vale Verde                                    | 53,043 / 53,043 | $4,227,618           |
| 24 de junio de 2011   | Mánchester       | Inglaterra     | Lancashire County Cricket Grounds | Vintage Trouble Xander and the Peace Pirates  | 42,737 / 42,737 | $4,137,370           |
| 25 de junio de 2011   | Londres          | Inglaterra     | Hard Rock Calling                 |                                               | |                      |
| 27 de junio de 2011   | Bristol          | Inglaterra     | Ashton Gate Stadium               | Vintage Trouble Goldtrap                      | 20,459 / 20,459 | $2,105,072           |
| 29 de junio de 2011   | Dublín           | Irlanda        | RDS Arena                         | Vintage Trouble                               | 68,144 / 68,144 | $6,496,433           |
| 30 de junio de 2011   | Dublín           | Irlanda        | RDS Arena                         | Vintage Trouble                               | 68,144 / 68,144 | $6,496,433           |
| 8 de julio de 2011    | Estambul         | Turquía        | Türk Telekom Arena                | Şebnem Ferah Redd                             | 35,723 / 35,723 | $2,775,566           |
| 10 de julio de 2011   | Bucarest         | Rumania        | Piaţa Constituţiei                | Stillborn QuantiQ                             | 53,030 / 53,030 | $4,000,892           |
| 13 de julio de 2011   | Düsseldorf       | Alemania       | Esprit Arena                      | The Breakers                                  | 43,625 / 43,625 | $3,446,927           |
| 14 de julio de 2011   | Zúrich           | Suiza          | Letzigrund                        | Death By Chocolate                            | 37,125 / 37,125 | $5,324,955           |
| 16 de julio de 2011   | Mannheim         | Alemania       | Maimarkt-Gelände                  | Vintage Trouble The Rising Rocket             | 40,172 / 40,172 | $3,242,820           |
| 17 de julio de 2011   | Údine            | Italia         | Estadio Friuli                    | Flemt                                         | 39,926 / 39,926 | $3,229,776           |
| 20 de julio de 2011   | Atenas           | Grecia         | Estadio Olímpico de Atenas        | The Breakers Brothers in Plugs                | 60,652 / 60,652 | $6,594,404           |
| 22 de julio de 2011   | Viena            | Austria        | Ernst-Happel-Stadion              | The Breakers Tyler Ernst                      | 56,280 / 56,280 | $4,950,762           |
| 24 de julio de 2011   | Brujas           | Bélgica        | Zeebrugge Beach                   | Arid Billy The Kill                           | 29,497 / 29,497 | $2,711,036           |
| 27 de julio de 2011   | Barcelona        | España         | Estadi Olímpic Lluís Companys     | The Rebels The Monomes                        | 39,992 / 39,992 | $3,021,325           |
| 29 de julio de 2011   | San Sebastián    | España         | Estadio Municipal de Anoeta       | Rulo y La Contraband The Rebels               | 34,798 / 34,798 | $2,806,226           |
| 31 de julio de 2011   | Lisboa           | Portugal       | Bela Vista Park                   | Klepht Red Lizzard                            | 57,832 / 57,832 | $4,811,609           |
| TOTAL                 | TOTAL            | TOTAL          | TOTAL                             | TOTAL                                         | 1,519,598 / 1,519,598 (100%) | $142,977,988         |

## Personal

### Banda
- Jon Bon Jovi – voz, guitarra
- Richie Sambora – guitarra, voz, talkbox
- Hugh McDonald – bajo, voz
- Tico Torres – batería
- David Bryan – teclado, voz

### Músicos adicionales
- Bobby Bandiera – guitarra, voz
- Phil X – guitarra, voz, talkbox (sustituyendo a Richie Sambora)